# ジョシュ・キニー
ジョシュア・トーマス・ジョシュ・キニー（Joshua Thomas "Josh" Kinney、1979年3月31日 - ）は、アメリカ合衆国ペンシルベニア州コーダーズポート出身の元プロ野球選手（投手）。右投右打。

## 経歴
ポート・アルガニー高等学校からクインシー大学に進学する。大学卒業後はフロンティアリーグのリバーシティ・ラスカルズに入団。
2001年1月、ラスカルズをFAとなった二週間後、セントルイス・カージナルスに入団。A級のニュージャージー・カージナルス、ピオリア・チーフスでプレー。
2002年、A級のポトマック・キャノンズでプレー。
2003年からはA級のパームビーチ・カージナルスでプレー。その後AA級のテネシー・スモーキーズに昇格。
2004年は昇格と降格を繰り返し、パームビーチとテネシー両方でプレーした。
2005年はAA級のテネシーで開幕を迎える。チームがスプリングフィールド・カージナルスに改名。その後AAA級のメンフィス・レッドバーズに昇格。
2006年はAAA級のメンフィスで開幕。7月2日にメジャー初昇格。スプリングフィールド・カージナルスから初のメジャーリーガーとなった。7月3日のアトランタ・ブレーブス戦でメジャー初登板を果たすも、ライアン・ランガーハンズに本塁打を打たれる。10試合登板した8月1日にAAAに降格した。しかし9月5日に再昇格し、プレーオフのロースターに登録。デトロイト・タイガースとのワールドシリーズにも登板し、ワールドシリーズ優勝を経験している。
2007年はトミー・ジョン手術を行い、リハビリのためシーズン登板なしに終わる。
2008年は手術の影響で9月まで復帰できなかった。AA級のスプリングフィールドで復帰後、メジャーに復帰し7試合に登板した。
2009年はスプリング・トレーニングのメンバーから外れAAAに降格。6月18日にメジャーに昇格し、6月27日のミネソタ・ツインズ戦ではメジャー初勝利を記録するも、7月26日に再び降格する。9月23日にセプテンバー・コールアップのため再昇格。
2010年はAAAでプレーし、メジャー昇格はなかった。7月2日には40人枠から外れ、セプテンバー・コールアップにも選ばれなかった。
2011年1月、シカゴ・ホワイトソックスに移籍。8月19日に故障者リスト入りしたフィリップ・ハンバーに代わってメジャー昇格。10月18日にFAとなる。12月13日にシアトル・マリナーズとマイナー契約を結ぶ。
2012年、AAA級のタコマ・レイニアーズでプレー後、メジャー昇格を果たし35試合に登板。

## 詳細情報

### 年度別投手成績
| 年 度    | 球 団    | 登 板 | 先 発 | 完 投 | 完 封 | 無 四 球 | 勝 利 | 敗 戦 | セ 丨 ブ | ホ 丨 ル ド | 勝 率 | 打 者 | 投 球 回 | 被 安 打 | 被 本 塁 打 | 与 四 球 | 敬 遠 | 与 死 球 | 奪 三 振 | 暴 投 | ボ 丨 ク | 失 点 | 自 責 点 | 防 御 率 | W H I P |
| -------- | -------- | ----- | ----- | ----- | ----- | -------- | ----- | ----- | -------- | ----------- | ----- | ----- | -------- | -------- | ----------- | -------- | ----- | -------- | -------- | ----- | -------- | ----- | -------- | -------- | ------- |
| 2006     | STL      | 21    | 0     | 0     | 0     | 0        | 0     | 0     | 0        | 0           | --    | 99    | 25.0     | 17       | 3           | 8        | 0     | 1        | 8        | 0     | 0        | 9     | 9        | 3.24     | 1.000   |
| 2008     | STL      | 7     | 0     | 0     | 0     | 0        | 0     | 0     | 0        | 0           | --    | 25    | 7.0      | 3        | 0           | 1        | 0     | 0        | 8        | 0     | 1        | 0     | 0        | 0.00     | 0.571   |
| 2009     | STL      | 17    | 0     | 0     | 0     | 0        | 1     | 0     | 0        | 0           | 1.000 | 81    | 15.1     | 23       | 2           | 11       | 1     | 2        | 8        | 0     | 0        | 15    | 15       | 8.80     | 2.217   |
| 2011     | CHW      | 13    | 0     | 0     | 0     | 0        | 0     | 0     | 0        | 0           | --    | 81    | 17.2     | 23       | 1           | 7        | 1     | 2        | 20       | 0     | 1        | 13    | 13       | 6.62     | 1.698   |
| 2012     | SEA      | 35    | 0     | 0     | 0     | 0        | 0     | 3     | 1        | 0           | .000  | 136   | 32.0     | 24       | 3           | 15       | 3     | 3        | 36       | 0     | 2        | 14    | 14       | 3.94     | 1.219   |
| MLB：5年 | MLB：5年 | 93    | 0     | 0     | 0     | 0        | 1     | 3     | 1        | 0           | .250  | 422   | 97.0     | 90       | 9           | 42       | 5     | 8        | 94       | 0     | 3        | 51    | 51       | 4.73     | 1.361   |